# 타라 (고양이)
타라(Tara, 본명 : 자타라/Zatara)는 미국 캘리포니아주에 거주하고 있는 암컷 범무늬 고양이로, 이웃집 강아지인 스크래피(Scrappy)에 의해 물림을 당한 제레미를 구출한 영웅 고양이이며, 이후에는 집안에서 감시를 목적으로 사육하고 있는 고양이이기도 하다. 다만 유튜브에 업로드 처리된 해당 영상의 경우 최초로 48시간 동안 1,680만뷰를 기록하였다. 이를 계기로 메이저 리그 베이스볼에서도 시구에 참여하게 될 정도로 큰 화젯거리를 남긴 적도 있다.

## 생애
타라는 2008년 부모와 같이 집으로 간 뒤, 트라이언타필로 가문으로 입문하였다. 그러나 타라라는 명칭은 본시부터 자타라(Zatara)의 애완동물 형태로 이루고 있으나,  몬테크리스토 백작의 에드몽 당테스에게 붙인 이름이다. 다만, 밀수 업자들에 따르면, 해당 명칭을 단순히 유목재라고도 정의한다.

## 기록
프리스키에 따르면, 인터넷에서 영향력이 있는 고양이 22위에 랭크되어 있다.

## 미디어
- MBC TV : 《신비한TV 서프라이즈》 (755회, 2017년 3월 5일)

## 같이 보기
- 고양이 목록(영어판)
- 고양이와 인터넷(영어판)